# Tchiloli

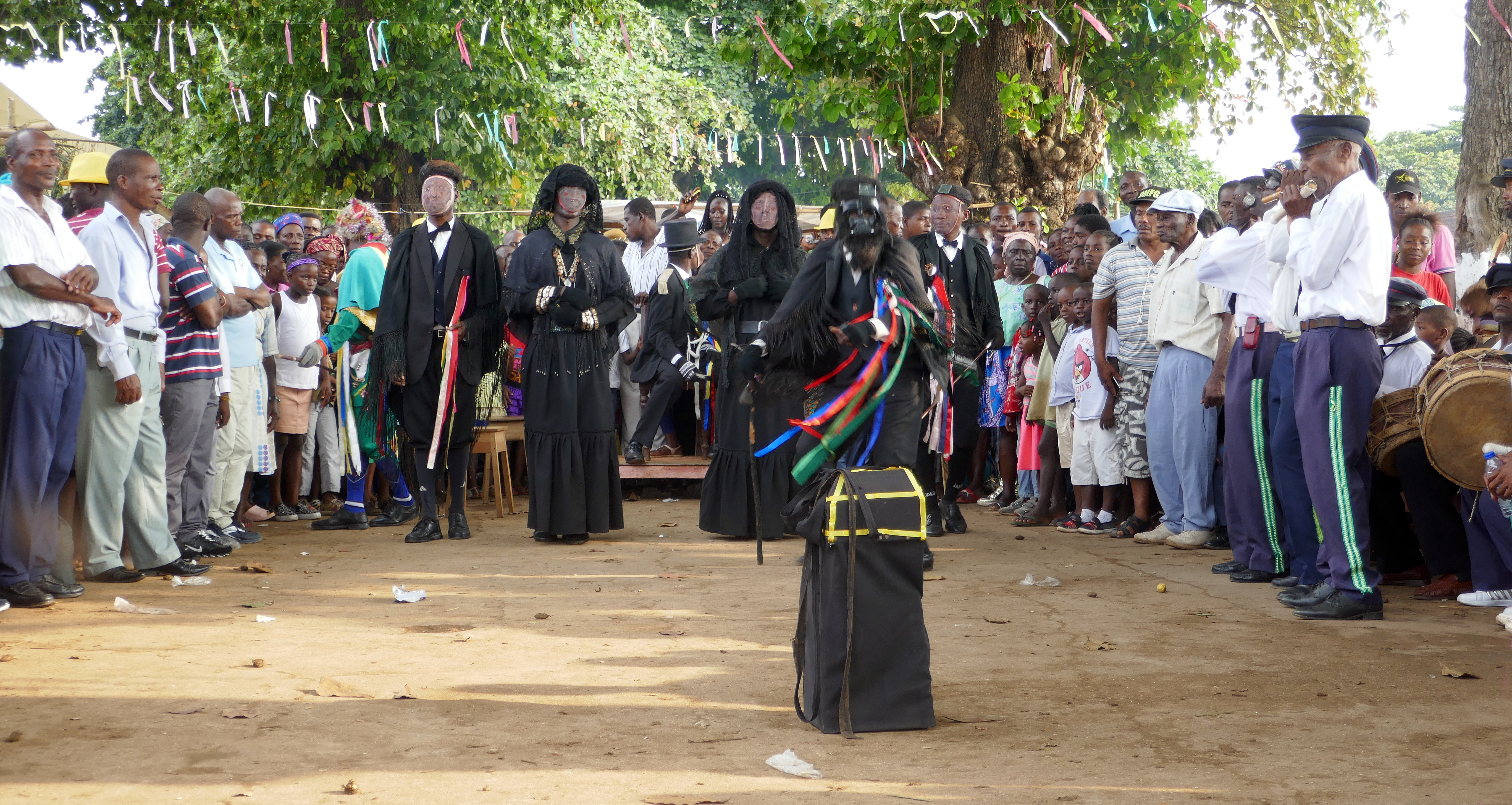
Tchiloli em São Tomé em Janeiro de 2019.

O tchiloli (ou txiloli, pronunciado ([ˈt͡ʃilɔli]) é uma forma de teatro, música e dança, com origem em Portugal no século XVI, e ainda persistente na ilha de São Tomé, em São Tomé e Príncipe. Como o Auto da Floripes, característico da Ilha do Príncipe, é inspirado num dos episódios do ciclo de Carlos Magno, mais precisamente a Tragédia do marquês de Mântua e do imperador Carloto Magno, peça teatral de meados do século XVI da autoria do dramaturgo madeirense Baltazar Dias, passada na corte do imperador Carlos Magno. Interpretada em português antigo e moderno por companhias locais, constituídas somente por homens, com um anacronismo assumido, coloca em cena escravos e mestiços, mascarados e fantasiados ao estilo europeu. Ao mesmo tempo, sincrético, subversivo e místico, e encruzilhada de várias tradições, este trabalho peculiar presta-se a diferentes níveis de leitura.

## Etimologia
Existem várias hipóteses sobre a origem do termo tchiloli. Uma propõe que a palavra seja uma deformação de tiruliruli, uma espécie de flauta que acompanha as danças e dramas populares nas aldeias da região do Porto. Uma outra tentativa de explicação linguística baseia-se nas regras geralmente observadas na passagem de palavras em português para forro, o crioulo da ilha. assim podemos oferecer como étimo de tchiloli a palavra portuguesa teoria, que designa não só uma "teoria", mas também uma "delegação" (na acepção da Grécia Antiga ), ou, por extensão, um "grupo de pessoas andando em procissão ". Segundo a explicação, seria a embaixada da Casa de Mântua no Tribunal de Carlos Magno, ou simplesmente a entrada dos atores.
Além da etimologia e da fonética, a substituição do título Tragédia do Marquês de Mântua por tchiloli também se refere às ensejos de uma identidade santomense: nomear alguma coisa é também uma forma de dela se apropriar.

## História do texto
Em São Tomé e Príncipe, existem duas peças de teatro popular inspiradas no ciclo de Carlos Magno, o Auto da Floripes na ilha do Principe e sobretudo os tchiloli em São Tomé, a mais famosa das duas e a mais documentada, em várias línguas, em particular desde os anos 1960.

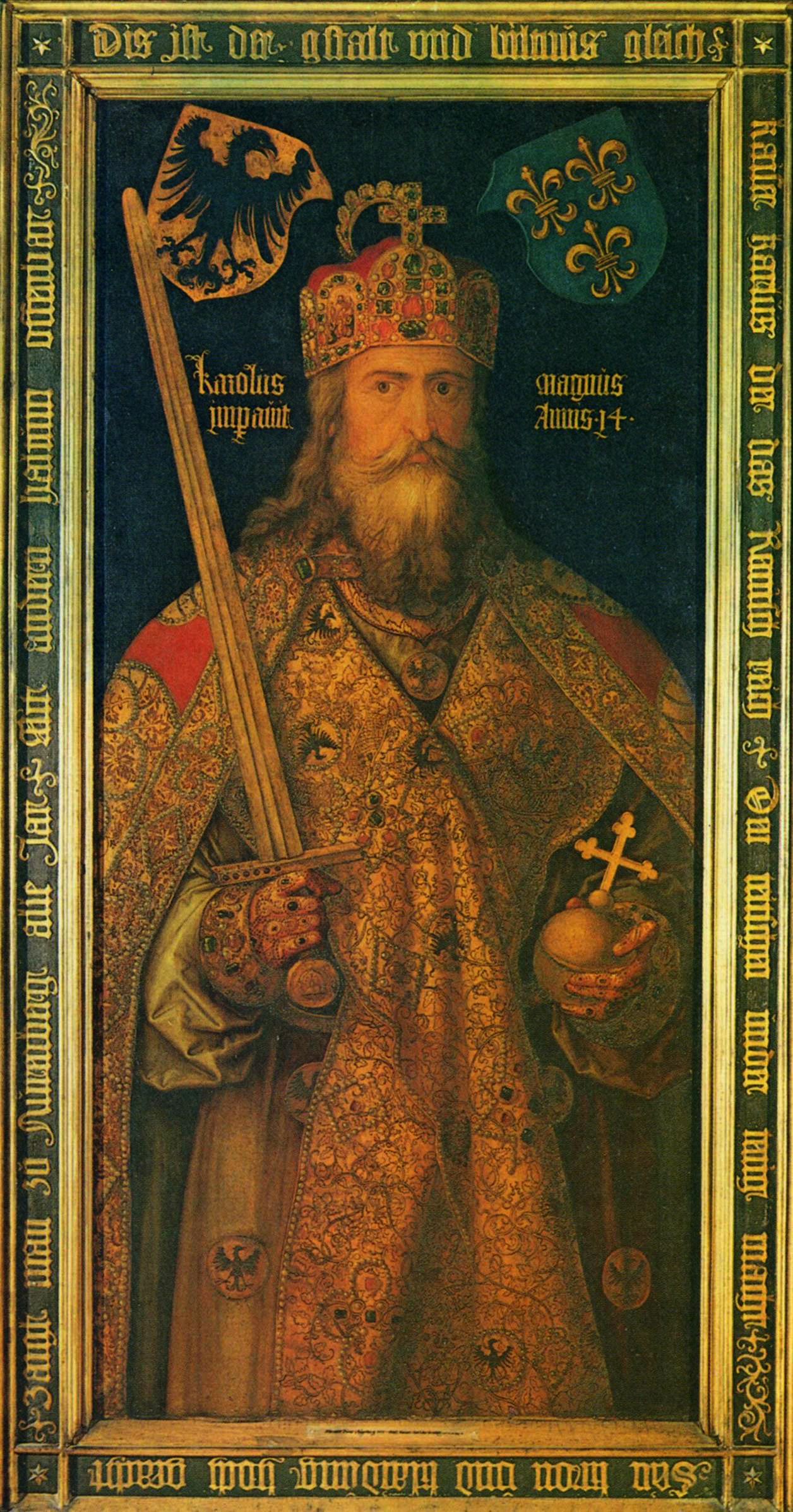
Carlos Magno de Dürer, cerca de 1512.

A tragédia do marquês de Mântua e do imperador Carloto Magno é a única peça do repertório do tchiloli. É uma obra teatral escrita por Baltazar Dias, dramaturgo português natural da Madeira, em meados do século XVI, a partir de seis romanceros espanhóis, eles próprios do ciclo carolíngio do século XI - que também inclui a A Canção de Roland. O  argumento da peça é o seguinte: Durante uma festa de caça, o príncipe Carlos, filho de Carlos Magno, assassina o sobrinho do duque de Mântua, por estar apaixonado por sua esposa. Os Mântua exigem justiça e o imperador é confrontado com um dilema entre a razão do Estado e o amor paterno. Carlos Magno decide-se a condenar à morte o seu filho.

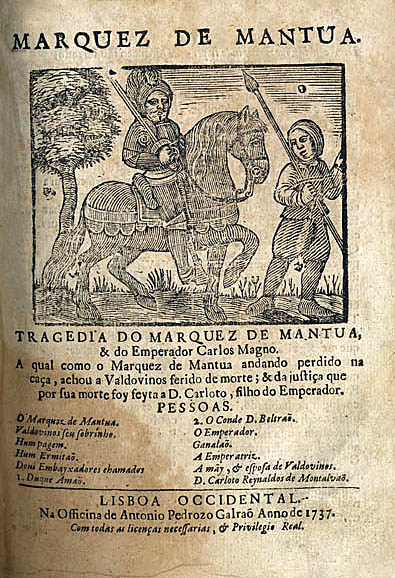
Edição de Lisboa, 1737.

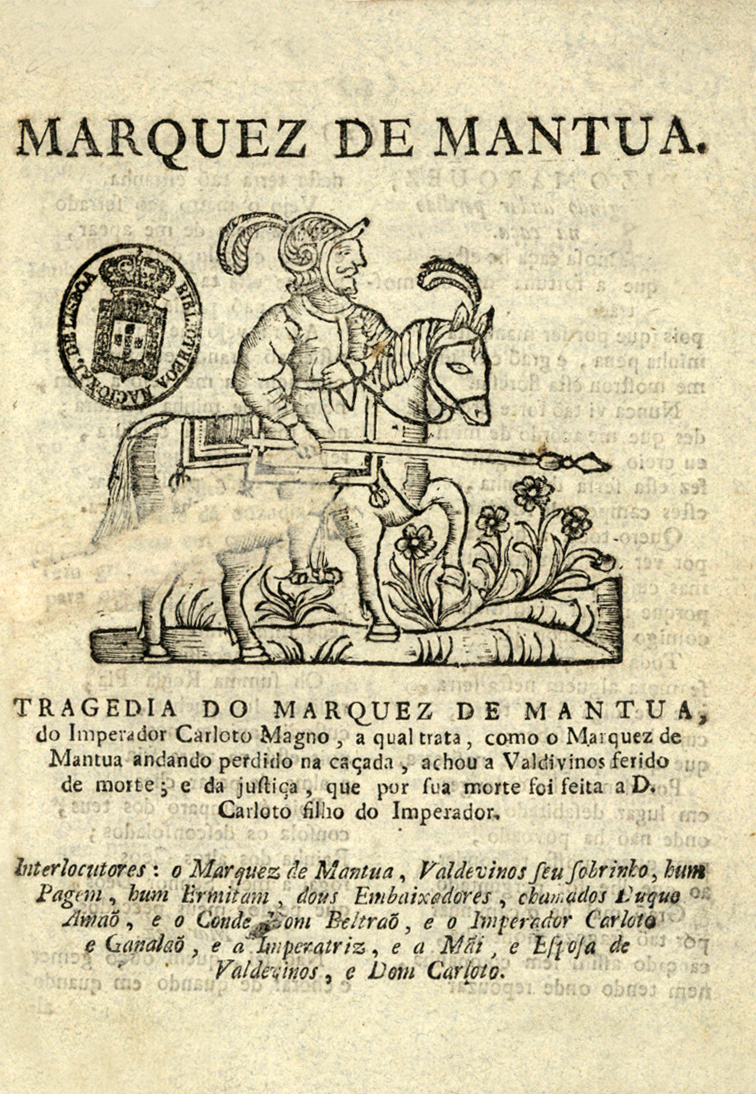
Edição de Lisboa, 1789.

Parece estar estabelecido que a peça foi publicada pela primeira vez por Domingos Carneiro em Lisboa em 1665. A data em que teria sido introduzida em São Tomé, no entanto, não é unânime. Uma das versões mais amplamente difundidas afirma que o texto teria chegado ao arquipélago através de comediantes viajantes. Efectivamente, na ilha de São Tomé, desde o final do século XVI, os ricos produtores de cana-de-açúcar procuraram competir com os ricos de Portugal e da Madeira não só construindo belas casas de residência, mas também trazendo entretenimento até elas,  convidando companhias de teatro para as suas propriedades. Esses espectáculos às vezes representavam a Paixão de Cristo, às vezes o ciclo de Carlos Magno, cujo carácter e personagens épicos tiveram grande sucesso. A Tragédia poderia ter seguido esse caminho. Esta tese, sem suporte de fontes históricas, foi originalmente apresentada por autores portugueses influenciados pelo lusotropicalismo da década de 1960, e continua a ser repetida em muitas publicações. Assim, na sua obra La Colonisation expliquée à tous (2016), reimpressa na Histoire de France (2018), Marc Ferro argumenta que "a partir do século XVI, em São Tomé e Príncipe, a população africana escravizada toca todos os anos os tchiloli".
É forçoso constatar que o tchiloli não é mencionado nos primeiros livros sobre São Tomé que descrevem costumes e tradições no século XIX. A sua implantação na ilha somente é atestada a 1 de Setembro de 1880, quando o jornal O Povo Ultramarino anuncia a fundação de uma associação, Sociedade África 23 de Setembro, celebrando o tchiloli como "o género teatral mais expressivo do folclore santomense", atribuindo-o a Estanislau Augusto Pinto, fundador da referida sociedade. Outras hipóteses têm sido consideradas, entre as quais uma importação em vários estágios, mas até o momento não se sabe com certeza as circunstâncias da introdução do tchiloli, nem a data da primeira apresentação na ilha. Em 1851, Almeida Garrett publicou a segunda parte de Romanceiro e Cancioneiro geral, uma coleção de romances em que incluía O Marquês de Mântua, sem atribuí-lo. Dada a notoriedade de Garrett, é plausível que algum santomense, voltando do colégio na Europa, tenha levado o texto com ele. Por outro lado, parece improvável que em São Tomé a peça já fosse conhecida anteriormente.
As versões mais acessíveis do texto de Baltazar Dias, graças à sua digitalização pela Biblioteca Nacional de Portugal, são as de 1737, publicadas em Lisboa por Antonio Pedroso Galrão, e as de 1789, também publicadas em Lisboa, por Francisco Borges de Sousa. O texto é novamente publicado em 1907 em Portugal, no Porto.
Em 1969, em São Tomé, Fernando Reis editou o Pôvô Flogá ("o povo folga", em forro), uma versão reformulada que se baseia na transcrição de Garrett e acompanha o texto em português antigo. Este é, ainda hoje, o trabalho de referência para tchiloli.
Com o tempo, os 1355 octossílabos de Baltazar Dias sofreram poucas alterações: 920 desses versos foram preservados na versão actual do tchiloli. No entanto, o texto original absorve alguns acréscimos posteriores na prosa e no português moderno, principalmente nas passagens relacionadas à investigação criminal e ao processo judicial, deixando também espaço à improvisação livre dos actores.

## Personagens

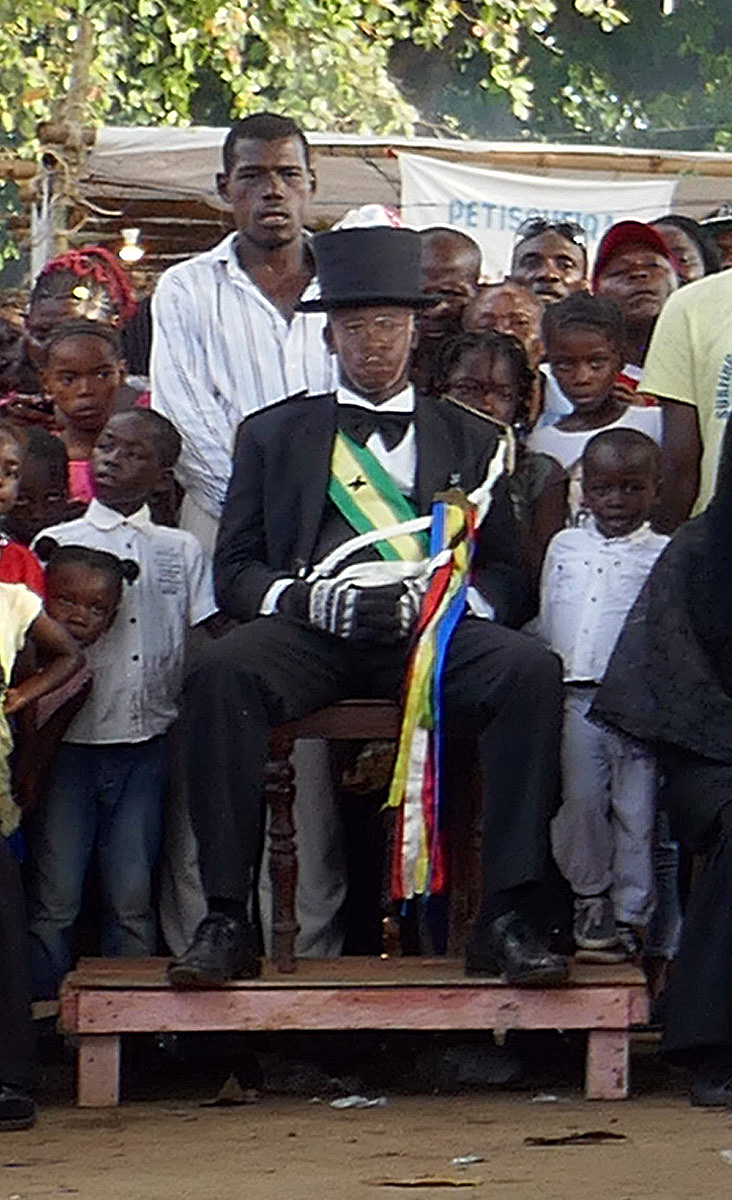
O marquês de Mântua, sobre uma pequena plataforma.

Charlemagne
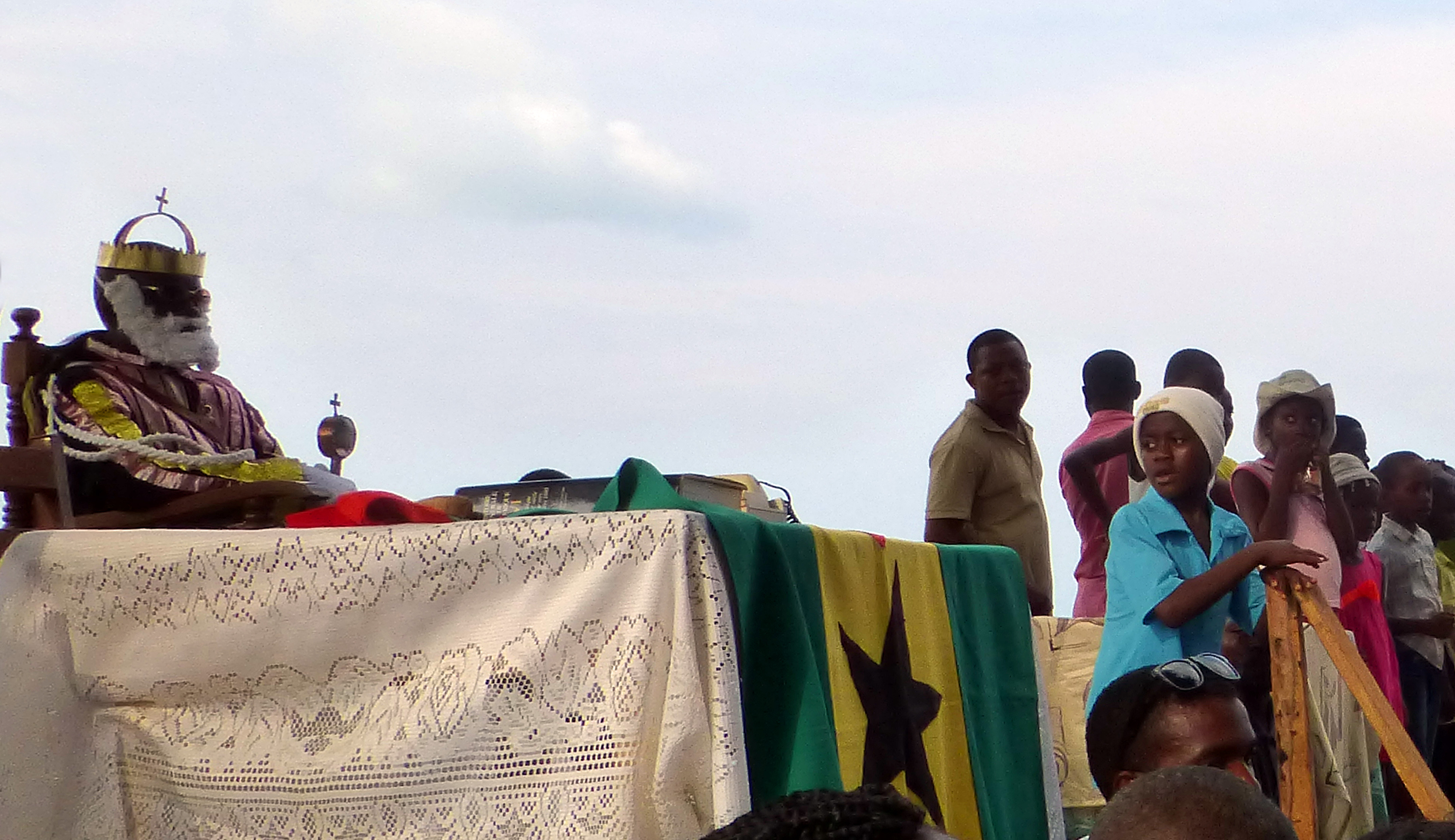
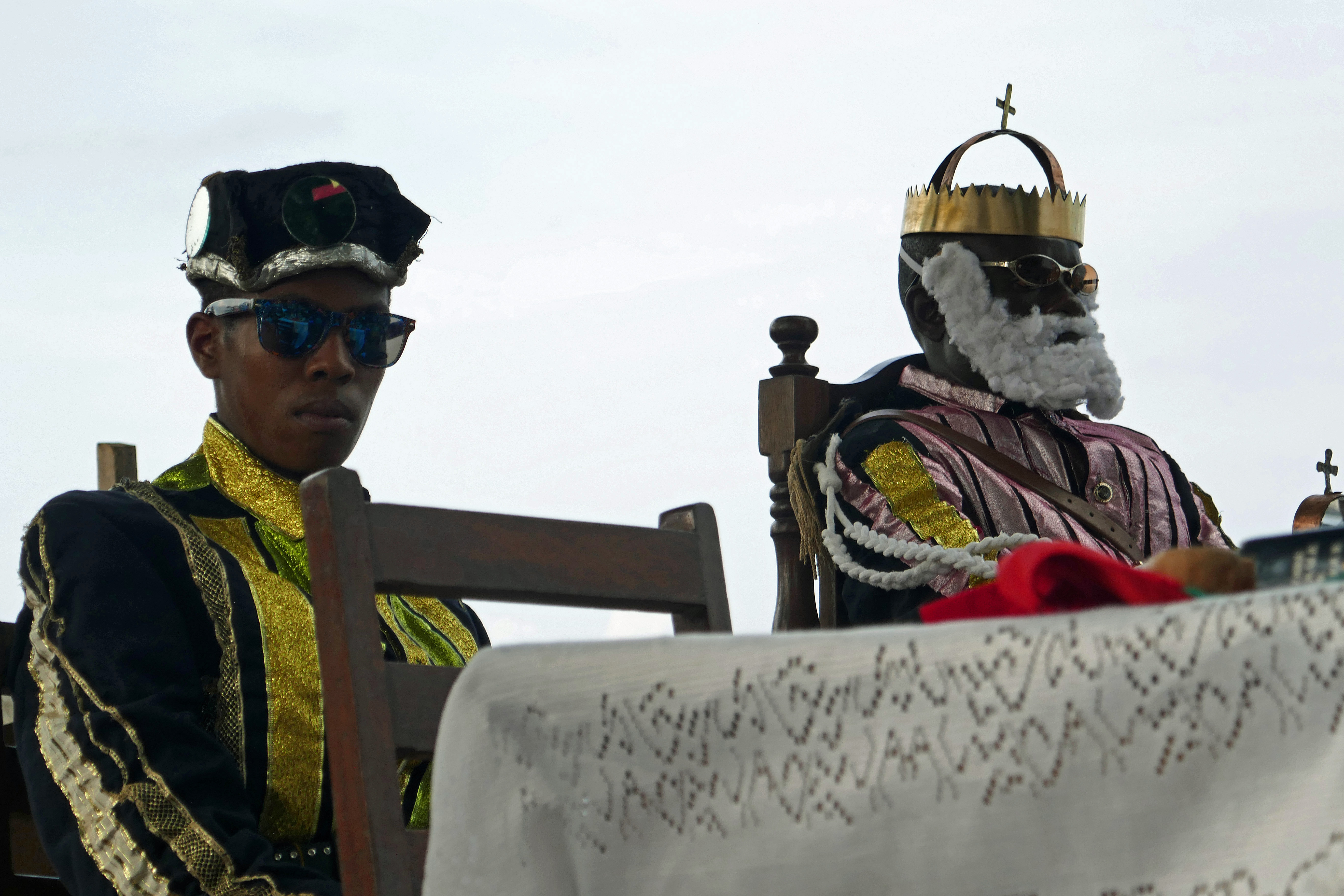
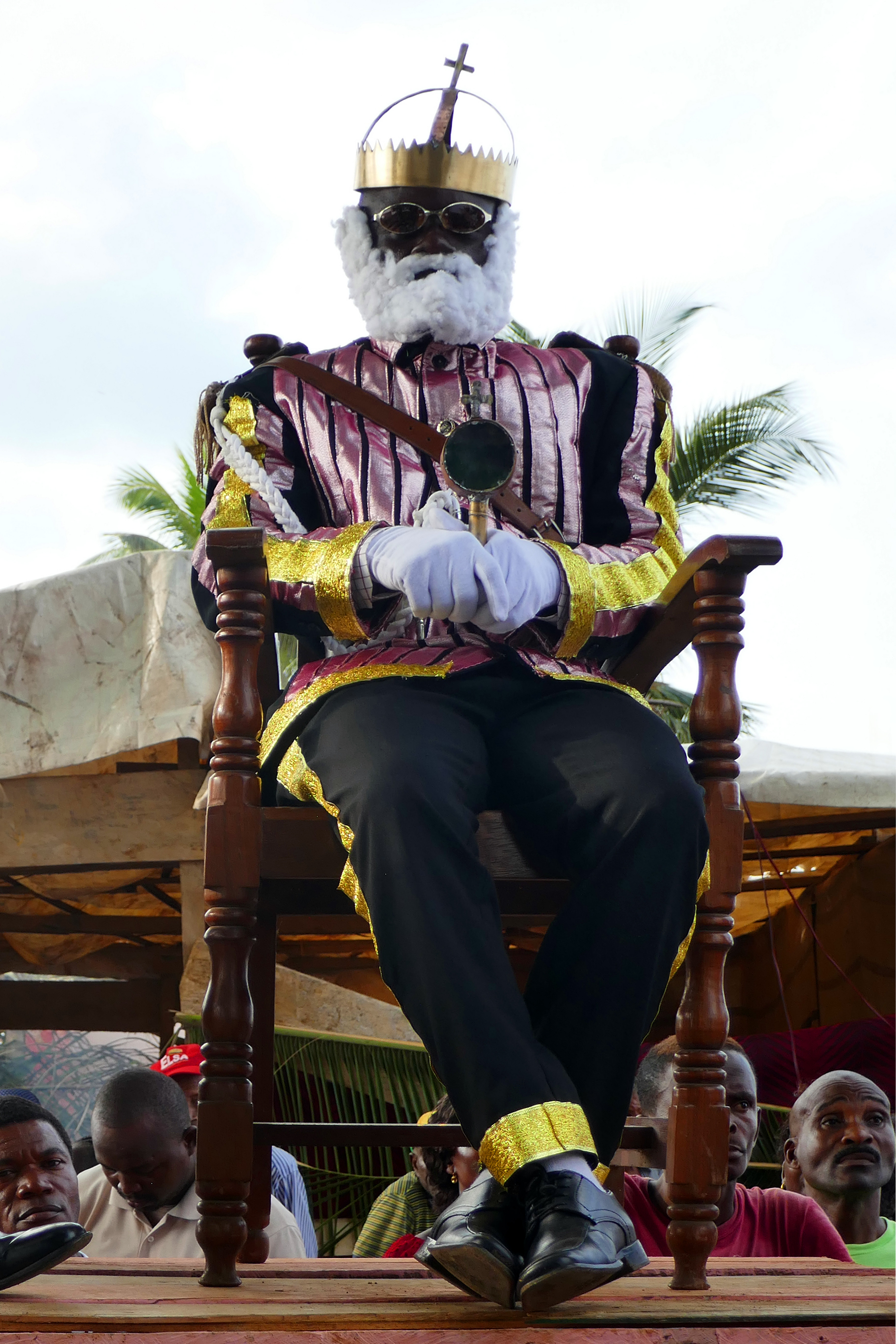
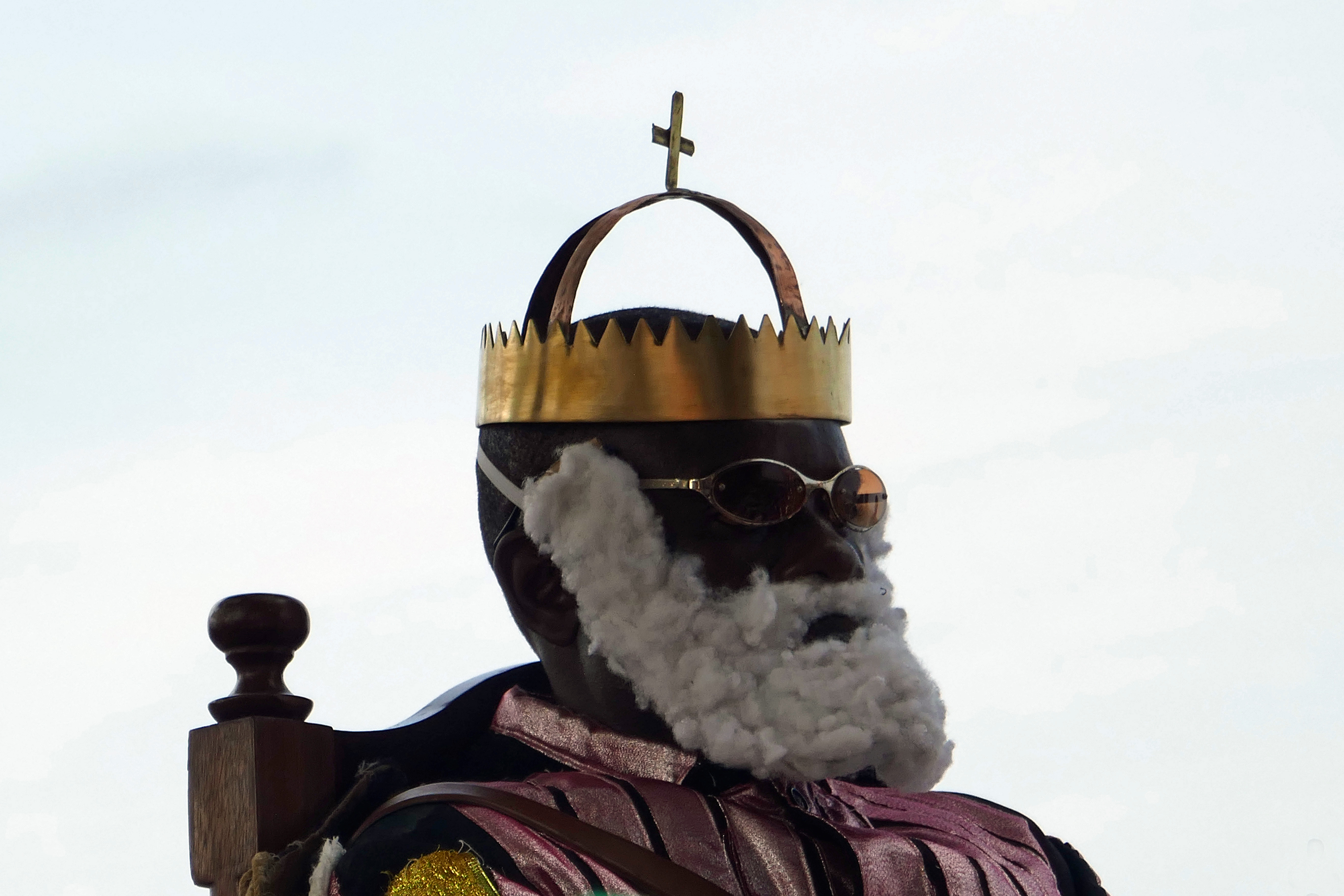

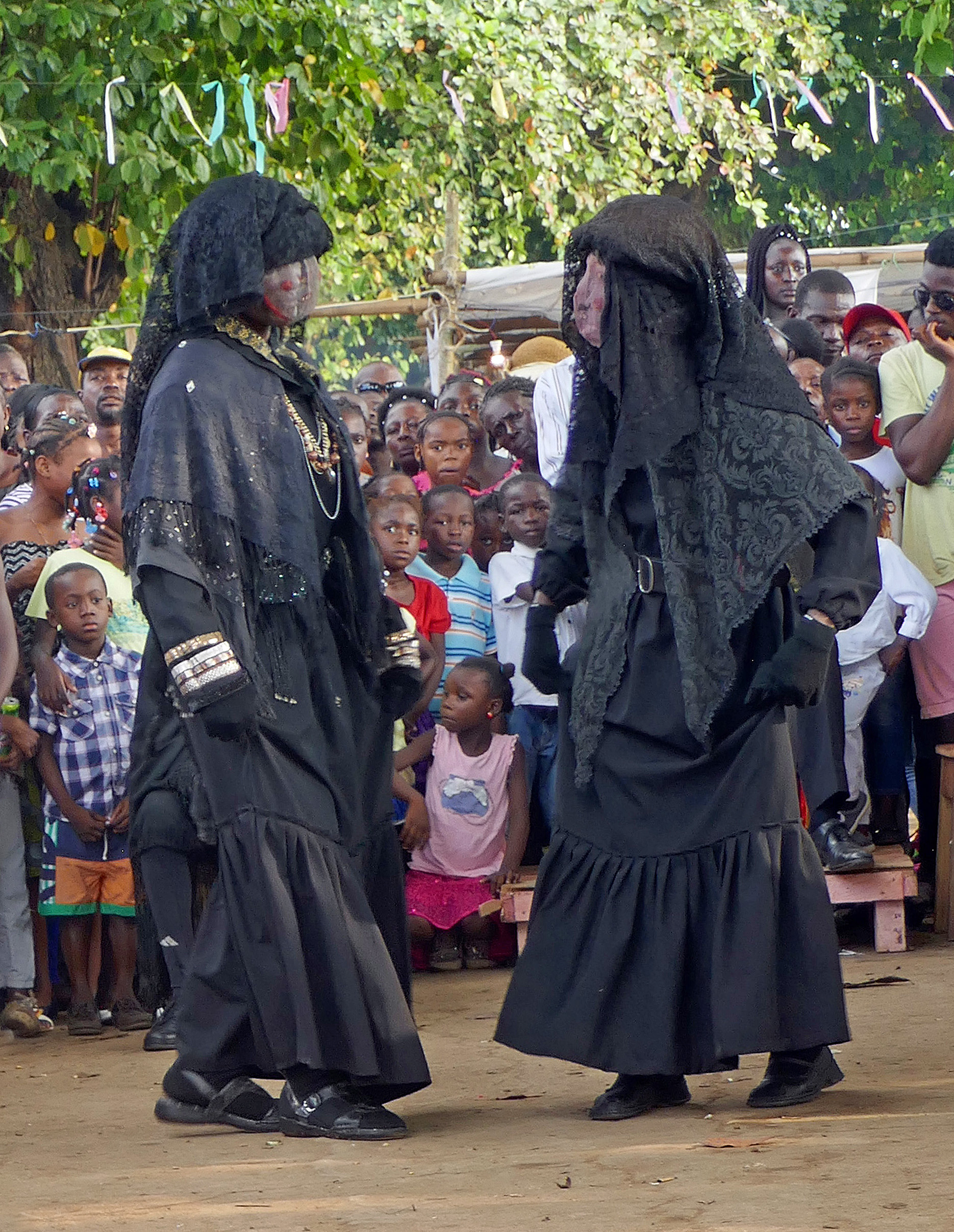
Ermeline e Sibila, em profundo luto.

Nas edições anteriores, a página de título lista as personagens ( Pessoas ou Interlocutores ), com algumas variações. Diz o de 1789: "O marquez de Mantua, Valdevinos se sobrinho, hum Pagem, hum Ermitam, dous Embaixadores, chamados Duque Amaõ, e o Conde Dom Beltraõ, e o Imperador Carloto e Ganalaõ, e a Imperatriz, e a Mãi, e Esposa de Valdevinos, e Dom Carloto" Nesta dúzia de papéis de importância desigual são adicionados muitos extras. No século XX, as companhias teatrais de tchiloli (ou Tragédias) podem reunir trinta participantes, entre os quais oito ou nove músicos.
Marquês de Mântua

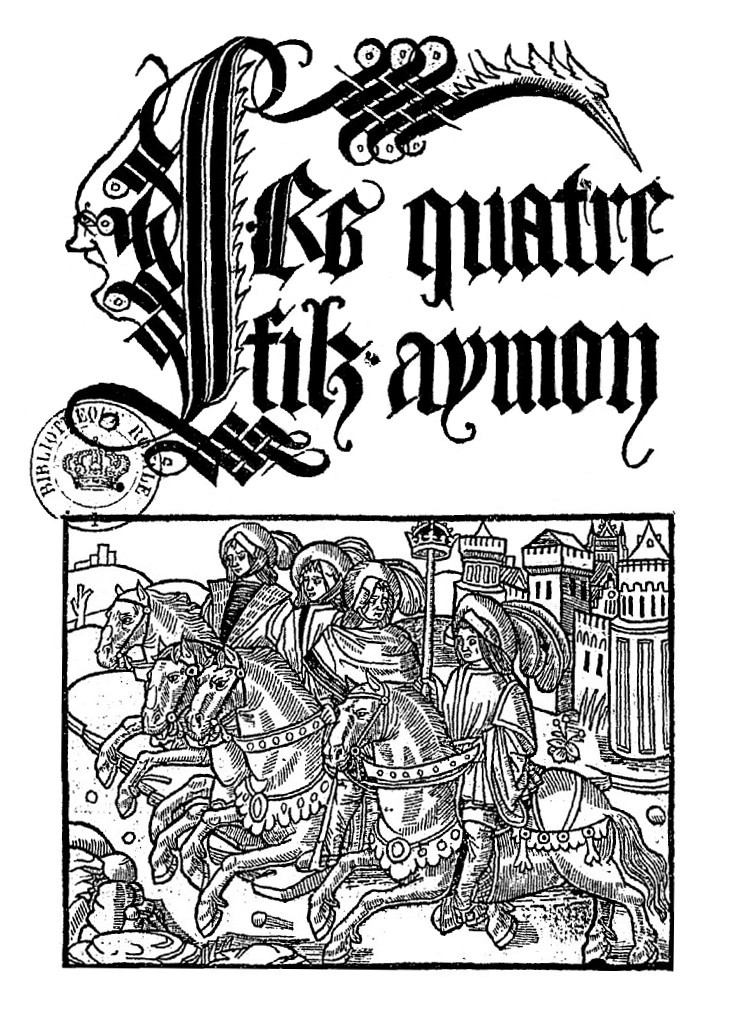
Página de rosto de uma edição de L'Histoire des quatre fils Aymon, 1497.

Holger, o dinamarquês, um dos heróis da Canção de Roland, torna-se marquês de Mântua após as guerras da Lombardia. Quando descobre por um pajem o assassinato de seu sobrinho Valdovinos, herdeiro da casa de Mântua, envia o duque Aymon e um de seus filhos em embaixada ao Tribunal Superior (Corte Alta ). Vestindo um casaco preto e um chapéu preto, está sentado no centro da Corte Baixa (Corte Baixa ), numa espécie de pequena plataforma, cercada pela sua família alinhada em silêncio.
Valdevinos, seu sobrinho
Já se encontra nos romances espanhóis um certo Baudoin / Valdovinos, apaixonado pela rainha de Sevilha (ou rainha Sibila). Baltazar Dias fá-lo filho de Ermeline e do rei Salinas, o sobrinho do Marquês de Mântua e marido de Sibila. Ciumento, o príncipe Carlos, seu melhor amigo, acaba por matá-lo. Durante o resto da acção, Valdevinos permanece deitado num pequeno caixão no centro do palco.
Pajem e eremita
O escudeiro Burlor que acompanhou Valdevinos não está presente no momento do assassinato, porque o príncipe o afastou deliberadamente, encarregando-o de entregar uma carta. Quando o marquês descobre o seu sobrinho moribundo, o pajem está de volta, com um eremita que recolhe a confissão final de Valdevinos.
Dois embaixadores
O duque Aymon ( Amão ), pai dos quatro filhos de Aymon, e o conde Bertrand ( Beltrão ), seu filho mais velho. O duque veste "capa e esteira sobre as costas."
O imperador Carlos Magno
Carloto Magno, Carlos Magno
- Charlemagne

Ganelon
O personagem de Ganelon, traidor arquetípico na imaginação ocidental (com Judas Iscariotes  ), está presente em muitos relatos, entre os quais a Canção de Roland. Originário de Mainz, casou-se com a irmã de Carlos Magno, de quem se aproximou. Baltazar Dias pinta o retrato de um intriguista, ansioso pela sua aparência, que gostaria de tomar o trono. Vendo o príncipe herdeiro apaixonado por Sibila, espera alcançar os seus objetivos, incentivando-o a matar o seu rival  . No palco, é mostrado "em uma jaqueta listrada com listas brilhantes", mostrando "suas fitas e sapatos ".

Ganelon
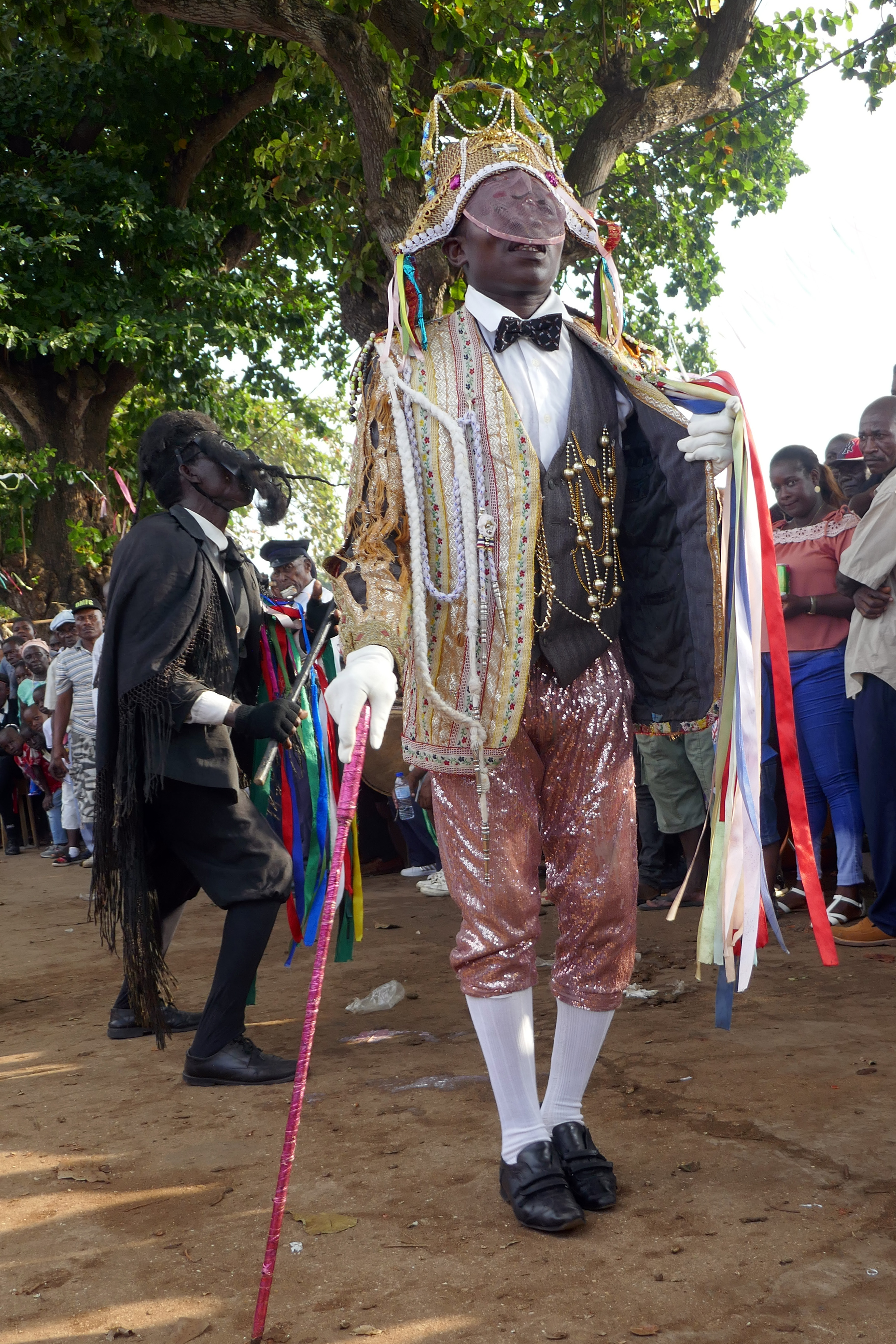
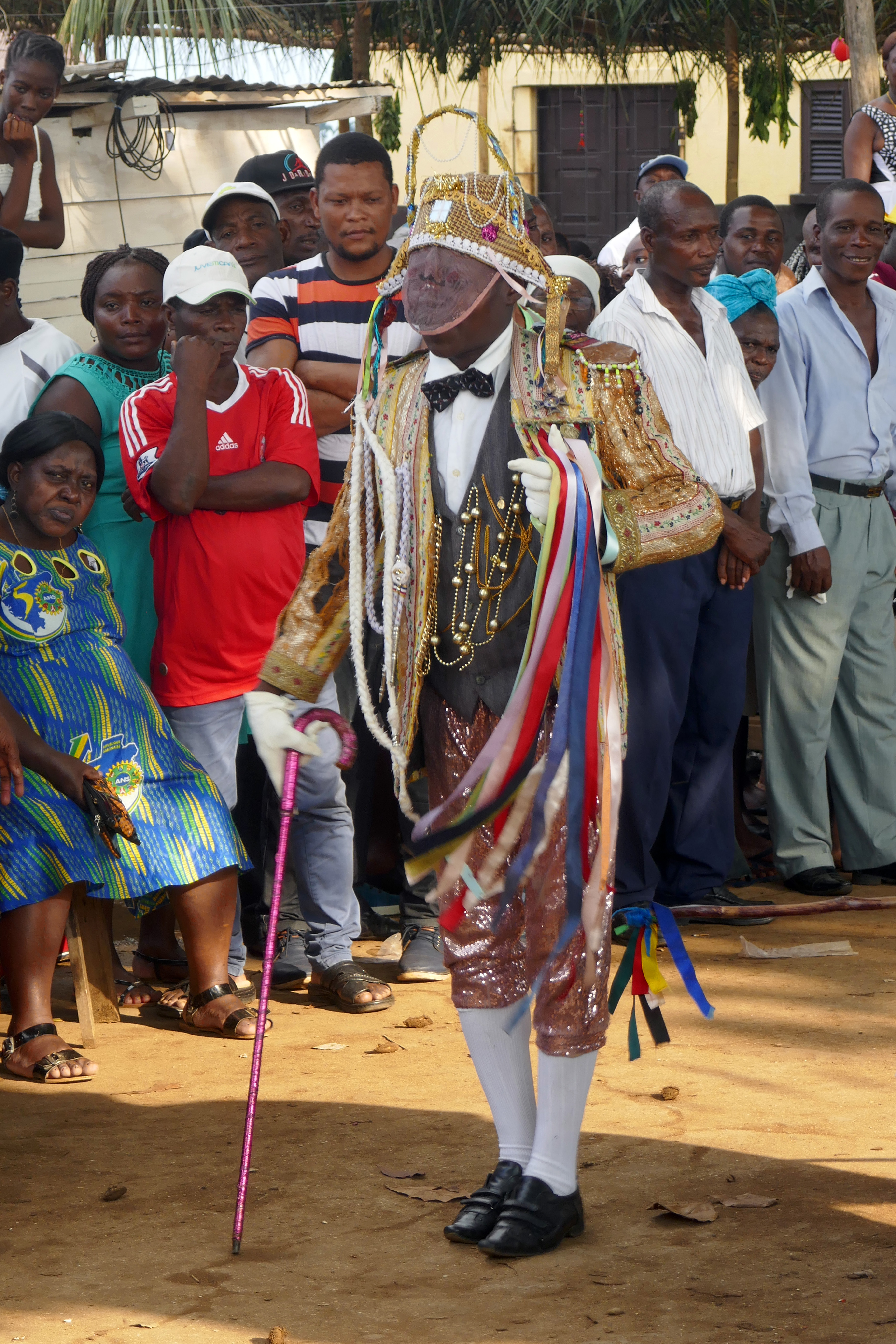
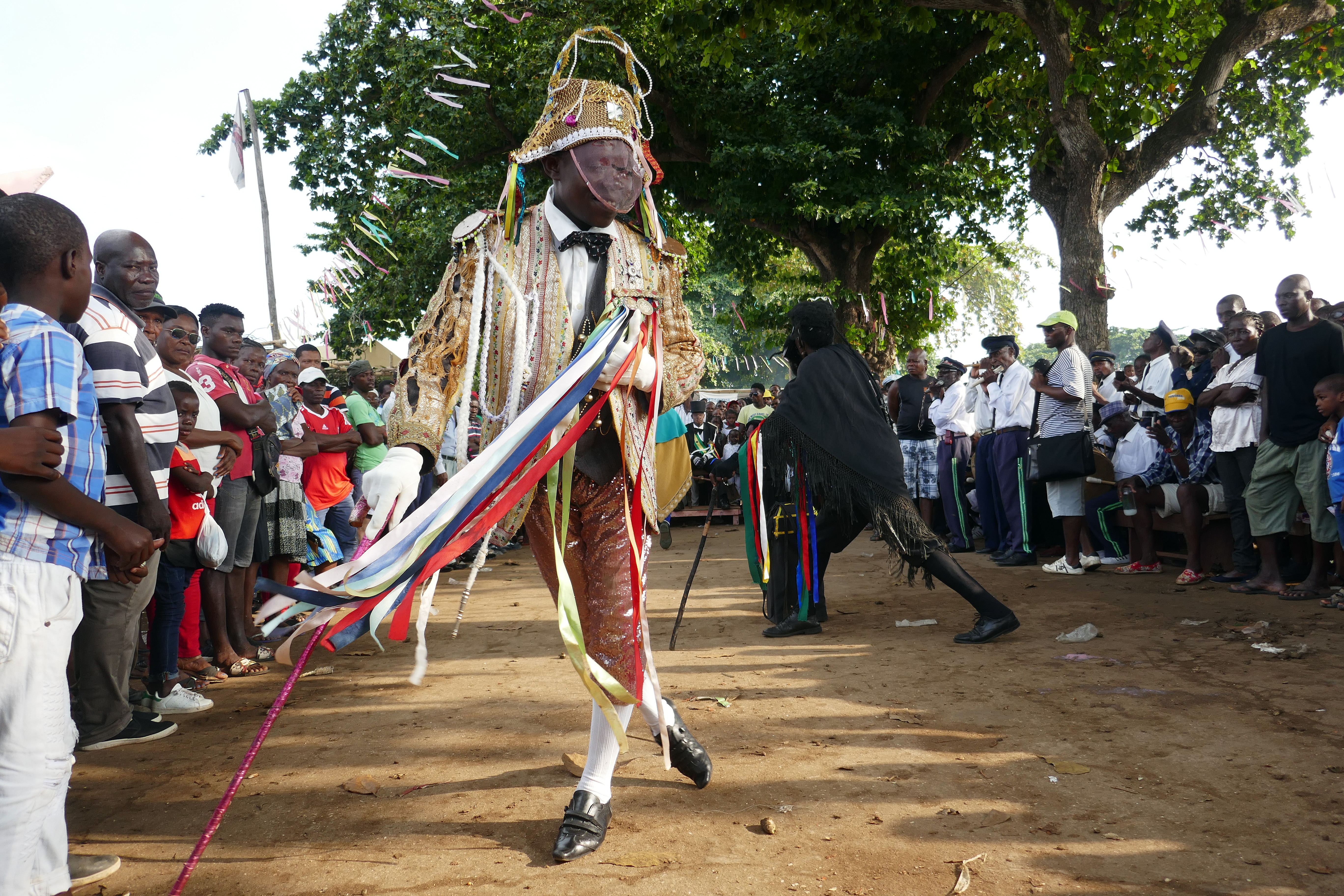
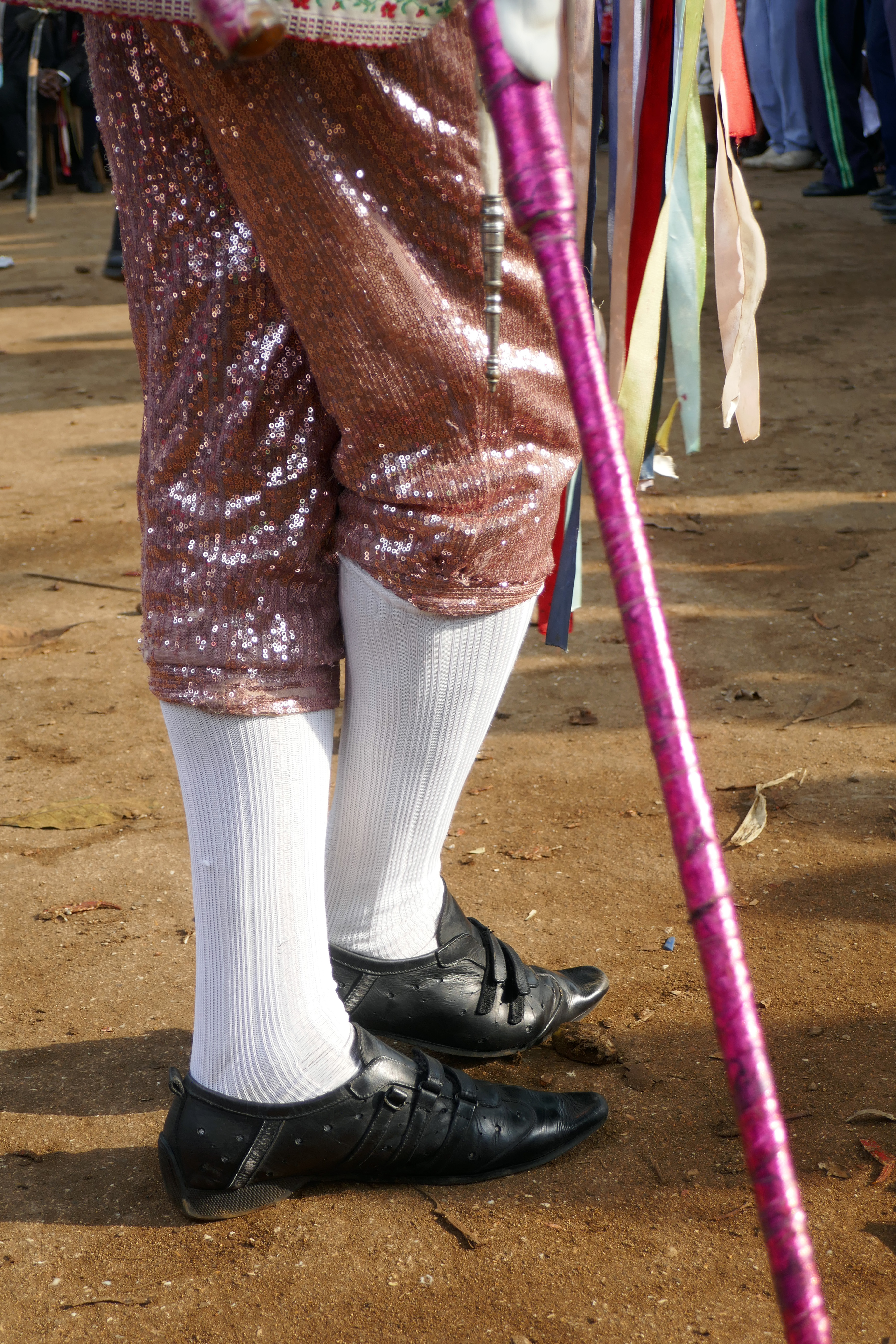

Imperatriz
Também conhecida como San Lenha , cercada pelas suas damas da corte, "Vestido longo extravagante," implora em vão por seu filho a Carlos Magno, invocando a precipitação da decisão, e as consequências adversas para a reputação do herdeiro do trono. Quando Carlos Magno anuncia sua decisão com firmeza, a Imperatriz, em desespero, primeiro considera desistir da coroa e, finalmente, dá o seu consentimento.
A mãe e a esposa de Valdevinos
A irmã do marquês e a mãe da vítima, Ermeline (Ermelinda, Hermelinda) e Sybille (Sibila), sua viúva, vêm por sua vez implorar ao imperador e pedir justiça  . No luto, usam grandes saias pretas com babados do início do século XX, e longas mantilhas negras, como as viúvas portuguesas  .
Principe Carlos
Também chamado Carloto, Charlot, Karlot, é apresentado como o "filho único" e o herdeiro de Carlos Magno. O seu assassinato pelo sobrinho do marquês de Mântua desencadeia toda a acção dramática. Historicamente, Carlos, o Jovem, é um dos filhos de Carlos Magno, o primeiro de sua terceira esposa, Hildegarde de Vintzgau . Sem descendentes, morreu com menos de 40 anos, mas de derrame cerebral.
Renaud de Montauban
Outro filho de Duke Aymon, Renaud de Montauban (Reinaldo de Montalvão), "feroz guerreiro de barba ultrajante", "com mordaça de madeira feroz" guarda o caixão no centro do palco. Totalmente vestido de preto, com um crucifixo costurado na capa, entrega-se a uma dança hipnotizante brandindo a sua bengala  . A sua postura desordenada encanta o público  . Esse personagem lendário chega precedido por uma longa história literária, através da canção de gesta que leva o seu nome, Chanson des quatre fils Aymon ou Chanson de Renaud de Montauban .
Moço cata
Ou mosu-Kata [ m [ s u k [ t um ] Em crioulo, moço significa "menino" e cata, "letra". Este personagem é um jovem emissário, responsável por entregar uma carta do príncipe Carlos a seu tio Roland, a quem apela ao resgate, enquanto admite a sua culpa. É perseguido por Renaud de Montauban e pelo capitão de Montauban, determinados a capturá-lo. Vários testemunhos sublinham a popularidade desse personagem entre os espectadores. Jean-Yves Loude descreve a sequência do julgamento, enquanto a culpa do filho de Carlos Magno está em debate, já que não há testemunha ocular real do assassinato. A chegada do moço cata é então "o evento que jovens e idosos aguardam". O rapazinho pisota e pula para escapar de seus agressores, encorajado por uma plateia que apoia os fracos contra os mais fortes. Mas Renaud acaba por lhe arrancar a mensagem comprometedora. Os espectadores, sobretudo as crianças, podem se envolver fisicamente na acção, continuando a perseguir o moço cata para além dos limites do palco.
Outros personagens
Também aparecem o conselheiro do imperador, o ministro da justiça, uma secretária, duas damas da imperatriz, o capitão de Montauban, o conde Anderson, o advogado do príncipe e don Bertrand, o procurador, o carrasco ou bobo da corte Algoz, e o bispo  .

## Tempo e espaço
Destinado a um público popular que adere entusiasticamente a elas, as apresentações duram entre cinco e oito horas , às vezes menos nas versões contemporâneas, ou até uma hora durante as apresentações em Paris . Esta duração - enquanto o texto original é bastante curto - poderia ser explicada sobretudo pela influência africana, neste caso, uma concepção da época um pouco diferente  .
A inserção de novas passagens na prosa, que modernizam a ação, primeiro contribuiu para o prolongamento progressivo da duração dos tchiloli. Mas a influência da televisão e das novas mídias teve o efeito oposto, e às vezes as representações são reduzidas para duas horas. Esta versão curta é preferida pelos participantes mais jovens, enquanto as gerações mais velhas estão mais familiarizadas com a versão tradicional  .
Têm lugar ao ar livre, em diferentes partes da ilha, geralmente durante a gravana, ou seja, na estação seca (verão no hemisfério norte), por ocasião de festivais católicos, por exemplo, a do santo padroeiro local. No meio da floresta tropical ou na cidade, os espectadores ficam de pé, em torno de uma área central retangular chamada kinté (ou quinté, quintal, palavra derivada do quintal português que designa o pátio, o jardim), cujo comprimento está incluído entre quinze e vinte metros, e a sua largura atingindo seis, oito ou dez metros  .
Nessa cena, delimitada por cordas presas às árvores, duas construções de madeira e bambu cobertas com folhas de palmeira estão frente a frente, representando os dois pólos da acção dramática: de um lado, o Alto Tribunal (o Palácio do Imperador); do outro, o Baixo Tribunal (a residência do Marquês de Mântua). No centro do kinté, um pequeno caixão, centro de gravidade dos tchiloli, lembra a dimensão trágica da peça  .
A forma rectangular da cena é bastante incomum em África, onde um espaço circular é mais comum. Essa "arena" evoca antes a liça das justas medievais europeias  .

## Trajes e máscaras

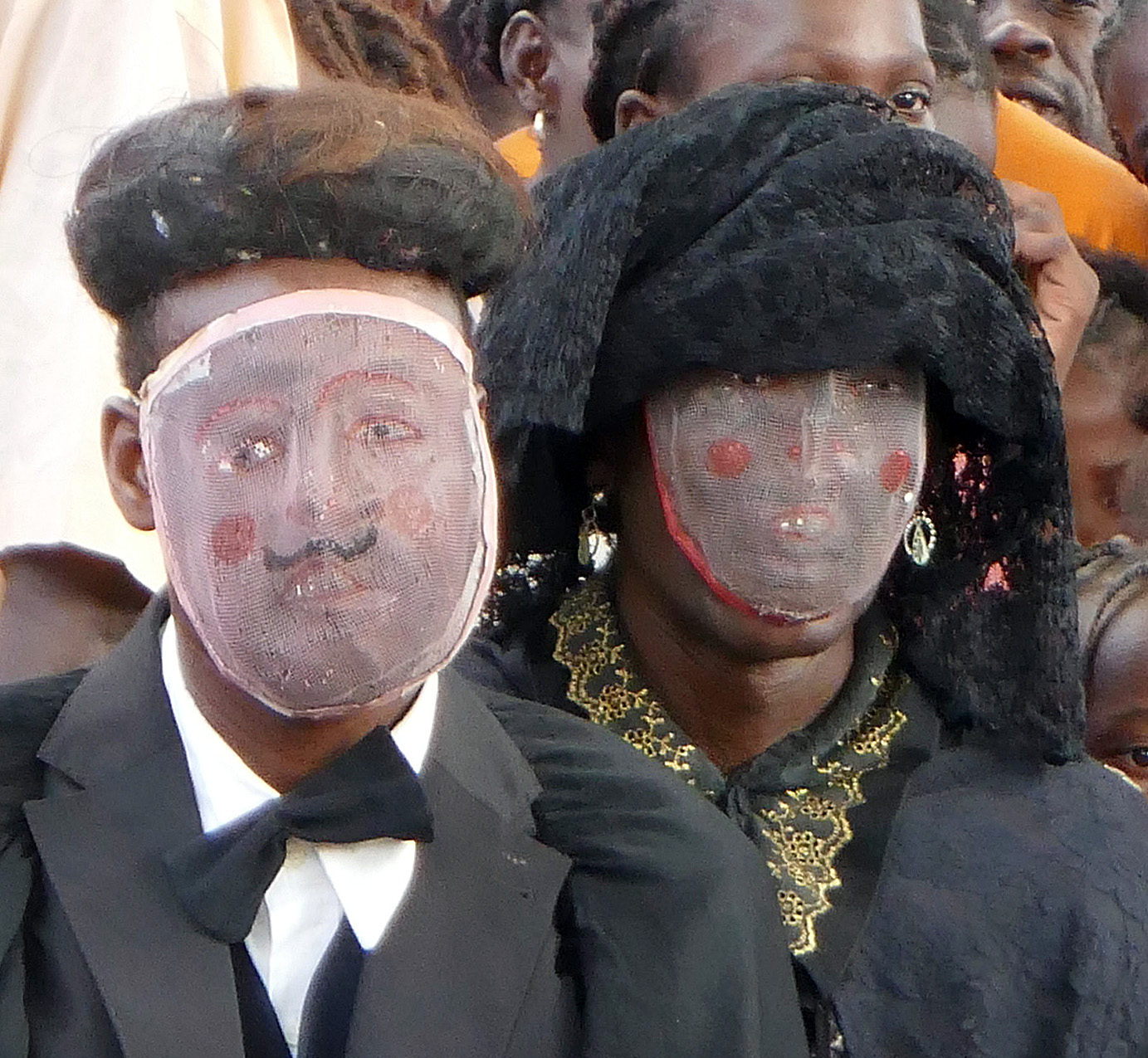
Máscaras de Mântua.

Muitas fantasias envolvem a colagem e reciclagem de materiais de grande valor simbólico e materia, possibilitando transmitir mensagens políticas ou parapolíticas, ou introduzir alusões irónicas. Este é particularmente o caso dos uniformes militares.
Os figurinos, os penteados e os acessórios, todos recuperados ao longo dos séculos ou feitos de acordo com a inspiração de cada actor, participam de um anacronismo ilusório que confere ao espectáculo um sabor inesperado e esplêndido.
Os actores usam fraques, luvas, bengalas, espadas de madeira, capas de veludo, meias pretas, mantilhas, coroas douradas em papel de chocolate, e bicornes.
Fluxos de fitas longas e coloridas, presas a um cocar, estão presentes nos trajes masculinos, na altura do coração. Quando está prestes a falar, o actor espalha as fitas.
Muitos pequenos fragmentos de espelhos estão fixados nos chapéus, nos elementos do traje e nos acessórios. Não têm função decorativa , mas referem-se aos usos rituais de espelhos na África Central, em particular para fins de protecção, sobretudo durante períodos de funerais e luto.

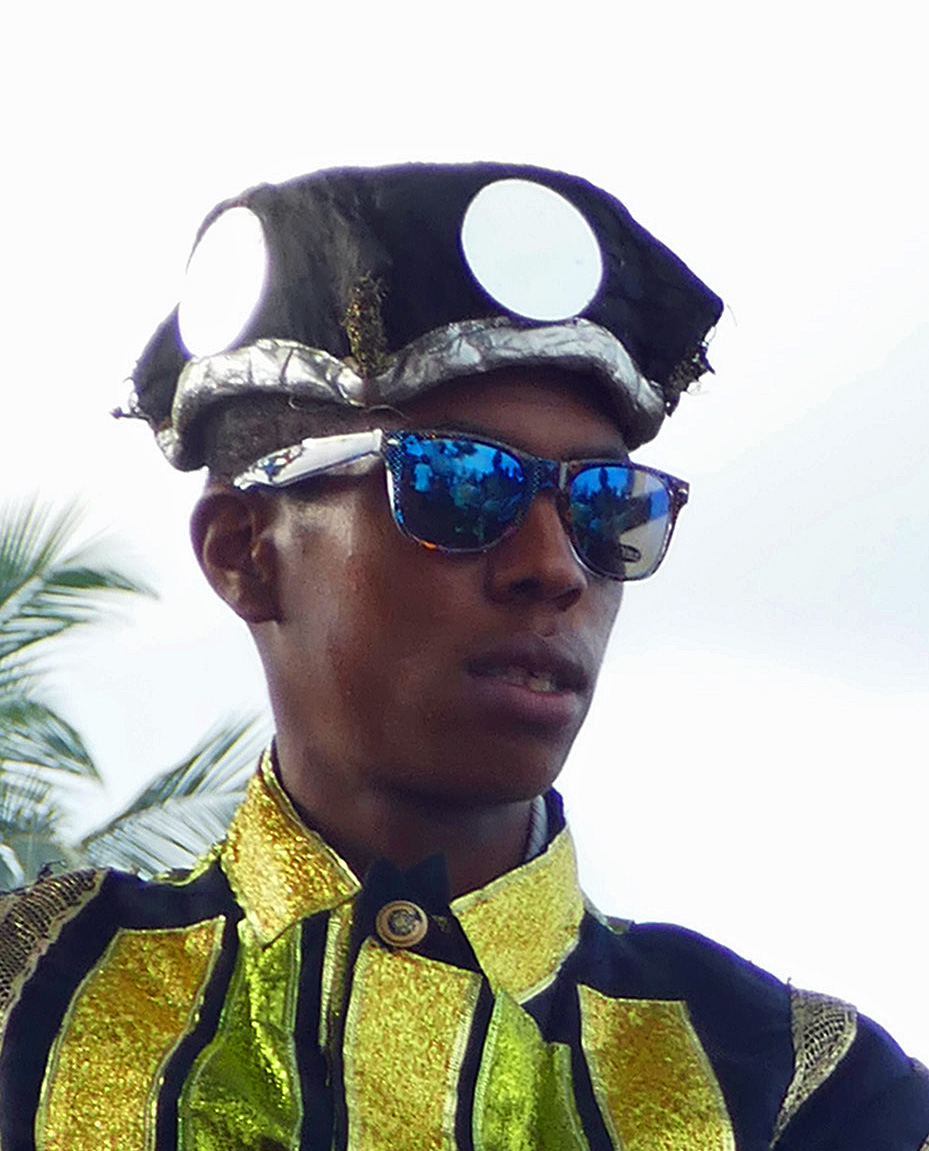
Óculos de sol do Ministro da Justiça.

O uso da máscara também é simbólico. Na Europa, no Renascimento, os atores usavam máscaras. Além disso, os atores do tchiloli são negros e fazem um drama de brancos, e por isso usam máscaras claras. Esta é uma segunda pele, porque toda a gente sabe que os mortos não têm pele ... Também é uma armadura para resistir a feitiços malignos, como pequenos espelhos de que são feitas as fantasias e adereços de cabeça, cuidando ainda das influências benéficas para a vila.
Os rostos dos personagens estão escondidos atrás de pequenas máscaras brancas ovais que lhes dão uma aparência gordinha. Evocando a máscara de esgrima, são feitas de redes mosquiteiras modeladas ou de uma malha de arame fino. Os olhos e a boca são indicados por uma linha de tinta.
Pequenas máscaras de esgrima, em malha de arame fino, formam um rosto pálido, onde os olhos e a boca, indicados por uma pincelada, evocam por sua vez os torneios da Idade Média, mas também as peles brancas dos rostos dos cadáveres dos desfiles africanos. Como todo material dramático, máscaras, sinais de uma Europa desconhecida e enigmática para escravos e mestiços, assumem um poderoso simbolismo africano  .
Alguns personagens abandonam sistematicamente o uso de máscaraa, especialmente desde os anos 1990, sob a influência de padres católicos. Outros gostam de usar acessórios contemporâneos, como terno de três peças, gravata, telefone celular ou óculos de sol. As práticas variam de acordo com as companhias, mas geralmente são codificadas, principalmente porque o uso de uma máscara modifica o som da voz. Por exemplo, em Formiguinha de Boa Morte, Carlos Magno e o Ministro da Justiça não usam máscaras, mas óculos de sol. A imperatriz, Ermeline, Sybille, o marquês de Mântua, Ganelon e o príncipe Carlos usam apenas a máscara. 

## Música e dança

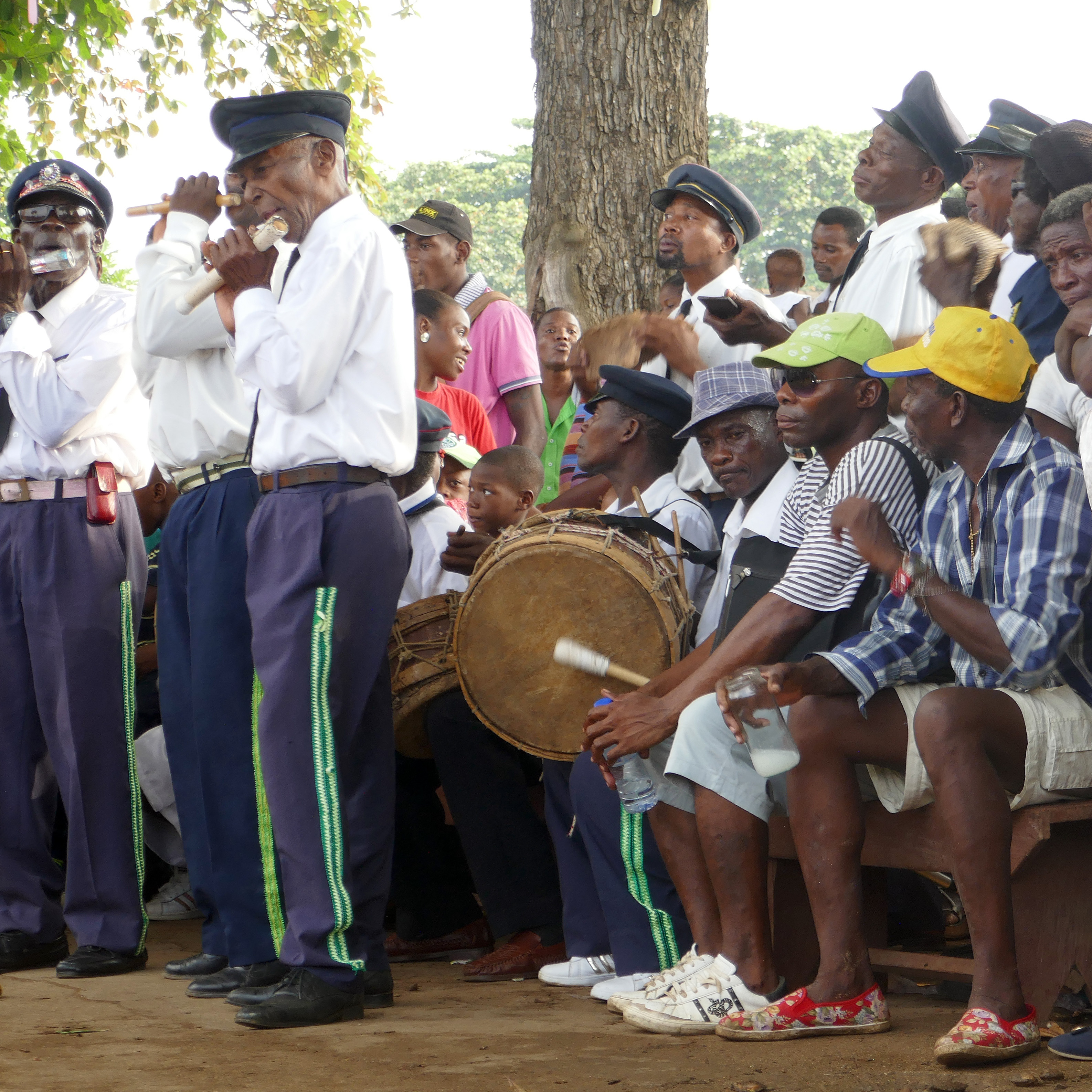
A fanfarra.

O conjunto musical reproduz uma fanfarra portuguesa usando instrumentos africanos: bateria, flautas e chocalhos. Inclui três flautas de bambu ( pitu ), tambores de diferentes tamanhos e vários idiofones, sucalos ou sacaias (instrumentos vernaculares com uma cesta contendo sementes que, quando agitadas, produzem uma reminiscência sonora da de maracas ou chocalhos . O papel dos flautistas ( piteiros ) é muito importante, pois o instrumento determina qual figura será executada neste momento da acção. Pitu é, portanto, o principal instrumento do tchiloli. As flautas, criadoras de magia, do mistério e do ritual, podem inibir ora entusiasmar os espectadores durante as tardes da gravana (estação seca). Todos esses elementos têm funções que transcendem em mais de uma maneira uma função puramente acústica. O que é brincadeira é a delimitação do espaço e os elementos identitários da cultura santomense.
A série de danças, cada uma das quais corresponde à entrada e ao movimento significante de uma figura-chave, é inspirada em pavanas, gavotas, contradanças, minuetes e quadrilhas evoluindo de acordo com o temperamento dos artistas.

## Figurantes e companhias
As companhias teatrais são chamadas de tragédias . Cada uma tem cerca de trinta extras, todos pertencentes à mesma localidade de Forros . De acordo com a tradição medieval, todos os papéis, incluindo os das mulheres, são desempenhados por homens, cada participante incorporando sempre o mesmo personagem. Os papéis, roupas e textos são transmitidos dentro da mesma família  .
O número de grupos aumentou um pouco após a independência. Havia cinco em 1969 e nove em 1991  Entre 1995 e 1998, Paulo Valverde registrou quinze "tragédias" em atividade, mas nem todas deram apresentações públicas   :
- Mini-Tragedia Riboquinos ( Riboque )
- Tragedia Benfica ( Margarida Manuel )
- Tragedia Cachoeirense ( Cachoeira )
- Tragédia de Oque del Rei
- Tragédia Os Palhaços por Pete Pete
- Tragedia Pioneril Boa Ventura de Boa Boa
- Tragedia Plano 79 ( Praia Melão )
- Tragédia de Riba Mato
- Tragédia de Santana
- Tragédia Popular da Desejada ( Batelo, Santo Amaro )   : fundada em 1935, é a mais antiga da ilha. [44]
- Tragedia Florentina de Caixão Grande  : criado em 29 de agosto de 1944, conta com 35 pessoas, sua fanfarra reúne 8 músicos.[45]
- Tragedia Formiguinha de Boa Morte  : fundada em 27 de janeiro de 1955, reúne 23 extras;[46] é o mais conhecido, especialmente no exterior. Ela foi convidada três vezes (1990, 2000 e 2006) em Paris, pela Casa das Culturas do Mundo, no âmbito do Festival do Imaginário.[47]
- Tragedia Santo António Madredense ( Madre de Deus )   : apareceu em 25 de maio de 1956.[48]
- Tragédia Democrática Os Africanos de Cova Barro  : formado em 24 de setembro de 1976, é composto por 35 extras e 8 músicos.[49]

Em 2007, permaneciam doze  .
As datas da corrida dos tchiloli são sinais complexos e permanecem ligadas ao nome dos santos cristãos  .
- Boa Morte  : 22 de janeiro, dia de São João, mas a partir de 1957, vemos aparecer 15 de agosto, festa da Virgem.
- Cova Barro  : o dia da festa de Nossa Senhora de Fátima (13 de maio)
- Madre de Deus  : 23 de junho, dia de Sant Antonio
- Caixão Grande   1 maio
- Riboque em julho
- Margarida Manuel em agosto

## Significados

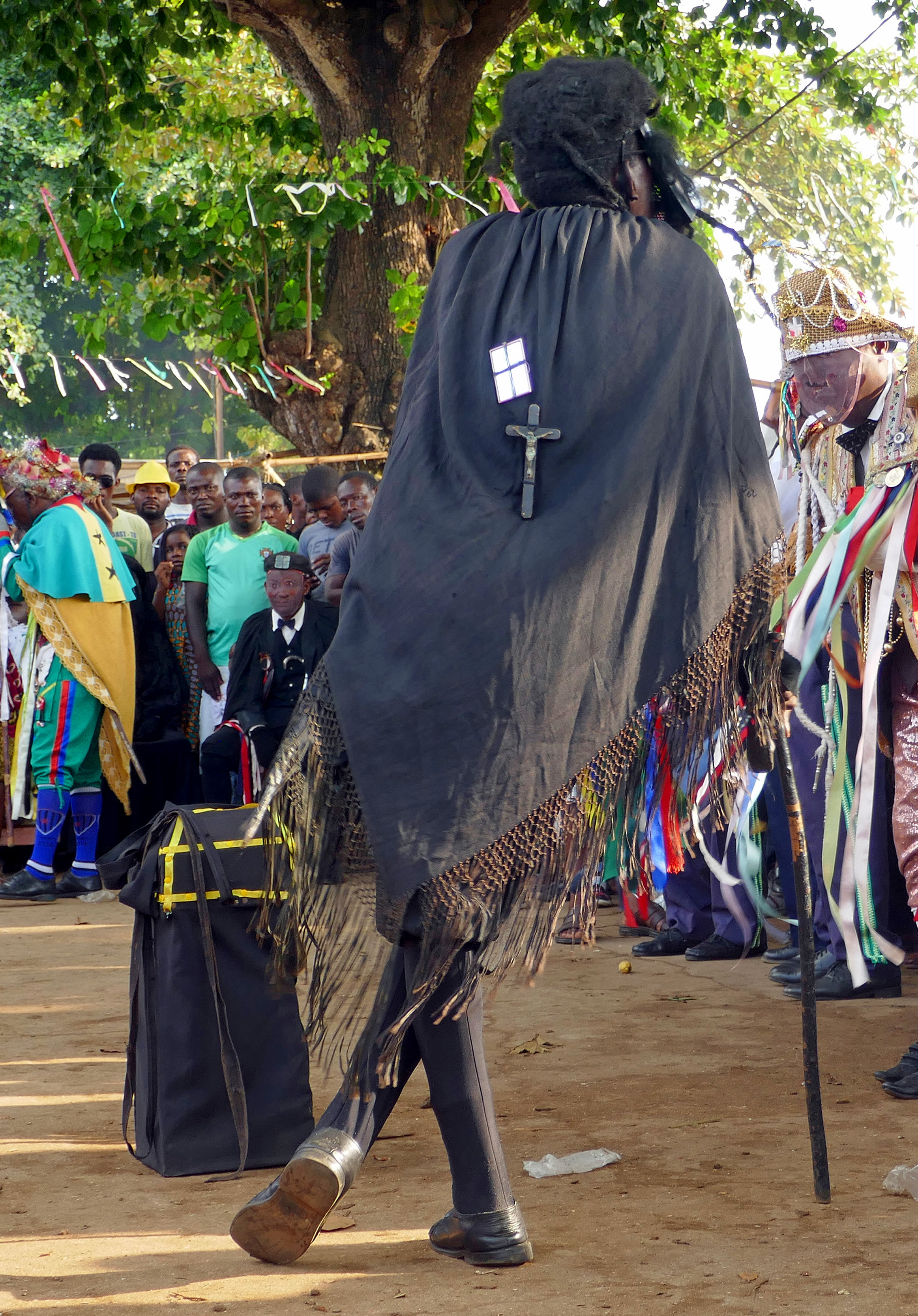
Renaud de Montauban, com um espelho e um crucifixo nas costas, girando em torno do caixão.

A tradição do tchiloli permite vários níveis de leitura, incluindo políticos e místicos.
Desde a Idade Média que a lenda de Carlos Magno havia extravasado as fronteiras. Para o povo de São Tomé, encarna o poder, precisamente o rei de Portugal que os trouxe à força no arquipélago e os converte: O povo pede justiça pelos crimes cometidos em seu nome. Os santomenses apropriaram-se da obra e a transformaram em um objecto de reivindicação contra a opressão colonial.
Os tchiloli também têm uma dimensão mística, de difícil acesso e até oculta, que pode ser descodificada como um simulacro de funeral, a única maneira dos antigos escravos continuarem honrando os seus ancestrais, enquanto os colonos os proíbiam de praticar os seus ritos, incluindo os de posse  .

## Perspectivas
Com o tempo, o tchiloli evoluiu. As representações são mais curtas, as máscaras são substituídas por óculos que incorporam a modernidade. O assunto da peça em si mudou. Passando do crime passional para as questões políticas, concentra-se na hostilidade entre Carlos Magno e seus vassalos, o marquês de Mântua e Renaud de Montauban. A evolução é tão profunda que a motivação inicial do assassinato - desejo sexual - nem é mencionada nas passagens da prosa.
Como as roças - outro pilar da identidade santomense - o tchiloli parece ameaçado ou até em vias de desaparecimento.
O seu apogeu pode ser situado por volta da década de 1970, no final da era colonial. O governo o inclui prontamente no programa de cerimónias oficiais, organizando competições entre diferentes empresas e estimulando a criatividade e o desempenho. A independência nacional soa como a morte dos tchiloli, pouco apreciados pelos novos líderes que ignoram essa "agitação do entretenimento popular, próxima aos excessos do vodu ". A tradição é também vítima da globalização e luta fortemente contra outras ocupações, como futebol, novelas brasileiras, discoteca e kuduro . Os mais jovens não estão mais dispostos a sacrificar os seus hobbies por uma prática exigente ou suas economias por roupas caras. Apenas uma companhia teatral, a de Boa Morte, recebe todas as solicitações do estrangeiro, à custa de algumas concessões, perceptíveis ao longo do tempo  .
A dimensão mágica e inicial do tchiloli parece perdida. Muitas vezes declarada digna de inscrição urgente na Lista do Património Mundial e, apesar da iniciativa da Formiguinha de Boa Morte para a inscrição na lista do património cultural intangível em Março de 2009, as suas representações originais ainda não alcançaram o cobiçado reconhecimento internacional.

### Discografia
- (em português) Tchiloli - São Tome - A Viagem dos Sons (A viagem de sons), Vila Verde, Tradisom 1998 Rosa Clara Neves

### Filmografia
- (em português) Uma História Imortal, documental filmado por Solveig Nordlund 1988 com a empresa Formiguinha da Boa Morte, Torromfilm, 1999, extracto de linhagem de
- (em português) Tchiloli, Máscaras e Mitos, documentais por Inês Goncalves e Kiluanje Liberdade, Noland Films São Tome, Portugal, 2009, 52 min, linha
- (em português) Tchiloli   : Identidade de um Povo, documentário de Felisberto Branco e Kalú Mendes, KM Produções, 2010